# Lista jucătorilor de la SC Oțelul Galați
Aceasta este o listă cu jucători de fotbal importanți care au evoluat cel puțin două sezoane pentru SC Oțelul Galați, de-a lungul timpului.
Ultima modificare : 2008
| Portari - Edmond Voda - Zdenko Baotic - Stoyan Kolev - Milos Buchta - Ben Owu - Paulius Grybauskas - Ismail Kouha - Tudorel Călugaru - Gheorghe Cucu - Constantin Flutur - Adrian Bontea - Ionel Dinu - Gheorghe Stamate - Cătălin Hăisan - Cristian Daniel Chebuțiu - Silviu Iorgulescu - Dorin Arcanu - Stelian Bordeianu - Costel Bădan - Cristian Munteanu - Cornel Cernea - Valentin Borș - Cosmin Vâtcă - Mihai Barbu - Marian Bodea - Alexandru Iliuciuc - Marius Lucian Iorga - Alexandru Vlasie - Adelin Iliescu - Andrei Udeanu | Fundași - Mihai Manău - Daniel Gîță - Vlad Moglan - Ionuț Puțanu - Alecsandru David - Costin Ghiocel - Mario Agiu - Carmen Stan - Mihai Bejenaru - Altin Masati - Dashnor Dume - Damian Băncilă - Cornel Șerban (fotbalist) - Dragoș Urdaru - Ion Dudan - Davi Rancan - Jivko Jelev - Salif Nogo - Bertrand Ngapounou - Chukunyere Prince - Iosif Puiu Căstăian - Irimia Popescu - Cornel Turcu - Sandu Minciu - Daniel Florea - Cătălin Mirea - Doru Balmuș - Adrian Velicioiu - Tudorel Pelin - Daniel Mogoșanu - Marin Balint - Emil Spirea - Adrian Ariton - Daniel Miloiu - Valentin Ștefan - George Bedreagă - Mihai Alexa - Viorel Anghelinei - Ionel Budacă - Liviu Baicea - Gelu Popescu - Ion Gigi - Cristian Sârghi - Adrian Toma - Silviu Izvoranu - Sebastian Agache - Ștefan Nanu - Eduard Tismănaru - Gheorghe Rohat - Paul Șomodean - Daniel Munteanu - Leonard Nemțanu - Sergiu Ghidarcea - Costel Mozacu - Sorin Ghionea - Cătălin Tofan - Decebal Gheară - Marian Cârjă - Cornel Râpă - Milan Perendija - Nejc Skubic | Mijlocași - Liviu Seceanu - Ion Potorac - Chiosea - Tasci - Teoharie - Arben Kokalari - Alejandro Viglianti - Andre Vieira - Kim Gil Sik - Frane Vitaic - Eduard Ratnikov - Ali Wahaib Shnaiyn - Gjorgji Mojsov - Valentin Lupașcu - Arthur Pătraș - John Ibeh - Claudiu Vaișcovici - Mihail Majearu - Marius Stan - Mihăiță Hanghiuc - Nicolae Burcea (fotbalist) - Eugen Ralea - Ionel Chebac - Ionel Luță - Horațiu Cioloboc - Nelu Daniel Popliaca - Ion Profir - Iulian Apostol - Iulian Arhire - Claudiu Muha - Marius Gugoașă - Emanuel Higlău - Denis Van Caval - Adrian Negraru - Marius Humelnicu - Costin Maleș - Gabriel Paraschiv - Romeo Stancu - Gabriel Boștină - Eugen Baștină - Florin Cernat - Bogdan Andone - Marian Dinu - Alin Pânzaru - Marius Macare - János Székely - Ramses Gado - Valentin Ioviță - Adrian Sălăgeanu - Laurențiu Petean - Liviu Antal - Laurențiu Buș - Viorel Tănase - Njegos Golocevac - Ionuț Codreanu - Alexandru Vasile - Bogdan Crihană - Cosmin Stoian - Ionuț Chiriac - Laurențiu Iorga - Alexandru Stan - Andrei Bordieanu - Andrei Munteanu - Alexandru Zaharia (fotbalist) - Mihai Petică - Robert Moglan - Konyeha Godwin Onyeka | Atacanți - Marius Matei - Andrei Antohi - George Cârjan - Cornel Rica - Adrian Nicoară (fotbalist) - Roland Agalliu - Emmanuel Tetteh - Pavel Byahanski - Stevo Nikolic - Costel Niță - Jean N’Kongue - Luis Valencia Baloy - Marlin Piana - Bruce Inkango - Tadas Labukas - Gheorghe Boghiu - Ebijitimi Gideon - Daniel Chavez - Haralambie Puiu Antohi - Aurelian Stamate - Cristian Strelțov - Mircea State - Adrian State - Adrian Dobrea - Mircea Stanciu - Romeo Buteseaca - Paul Bogdan (fotbalist) - Sorin Basalâc - Adrian Silian - Vasile Oană - Claudiu Stan - Mihai Știrbulescu - Dănuț Voicila - Gheorghe Cornea - Radu Cașuba - Daniel Baston - Romulus Chihaia - Cristian Negru - Marian Tănasă - Victoraș Iacob - Dragoș Mihalache - Emil Jula - Mihai Guriță - Daniel Stan - Bogdan Aldea - Viorel Ion - Milorad Bukvic |